# Barbaran
I Barbaran (talvolta anche Barbarano) furono una famiglia aristocratica vicentina, ascritta al patriziato veneziano e annoverata fra le cosiddette Case fatte per soldo.

## Storia
I Barbaran furono un'antica famiglia originaria di Vicenza. Secondo la tradizione, essi sarebbero discesi dai Mironi.
Fin dal XIII secolo, questa famiglia fu antica feudataria della Chiesa vicentina, estendendo la propria potestà sui villaggi di Barbarano, Sossano e Villaga. Possedevano anche quasi tutto il territorio - oltre 400 campi vicentini - di Laghetto, dove fra il 1550 e il 1570 costruirono una residenza di campagna e una chiesetta gentilizia. 
In virtù del decreto ducale del 7 maggio 1552, il doge Francesco Donà investì Montano Barbaran e tutta la sua discendenza del cavalierato e del titolo comitale, con sovranità sulla contea di Belvedere, nel territorio vicentino. Nel 1665, invece, essi furono aggregati al patriziato veneziano a causa degli aiuti garantiti alla Repubblica durante la guerra di Candia.
Un ramo secondario della famiglia, infine, appartenne al Consiglio nobile di Vicenza.
Dopo la caduta della Serenissima, i Barbaran furono confermati nobili dell'Impero austriaco con le Sovrane Risoluzioni datate 8 ottobre 1818 e 11 marzo 1820.

## Personalità
- Francesco Barbarano de' Mironi anche noto come Francesco da Vicenza (Vicenza, 1596 – Vicenza, 1656), religioso e storico

## Luoghi e architetture
- Palazzo Barbaran da Porto, realizzato a Vicenza fra il 1570 e il 1575 da Andrea Palladio, a Vicenza
- Villa Barbaran Muraro Grassi, a Nanto
- Villa Capra Barbaran, a Santa Maria di Camisano Vicentino, complesso architettonico costituito dal corpo padronale, dalla foresteria ed annessa cappella, dalle barchesse e dalla colombara, attribuito all'architetto Carlo Borella e risale al 1672
- Cappella Barbarano o di san Vincenzo, commissionata nel 1482 da Cristoforo Barbaran a Lorenzo da Bologna nella chiesa di Santa Corona di Vicenza